# Guillermo Cuadra Fernández
Guillermo Cuadra Fernández (Madrid, 25 aprile 1984) è un arbitro di calcio spagnolo.

## Carriera
Guillermo Cuadra Fernández debutta in Primera División nel 2018, dopo aver arbitrato per tre stagioni in Segunda División, dirigendo 58 partite. Il 17 agosto 2018 dirige la sua prima partita in Primera División: Girona-Real Valladolid.
Il 31 marzo 2025 la UEFA lo ha convocato per il campionato femminile d'Europa 2025 in Svizzera, nel ruolo di VAR, insieme al collega Judit Romano, all'arbitro Marta Huerta de Aza, agli assistenti Eliana Fernández e Guadalupe Porras Ayuso e all'arbitro di supporto Olatz Rivera Olmedo.